# 浄妙山

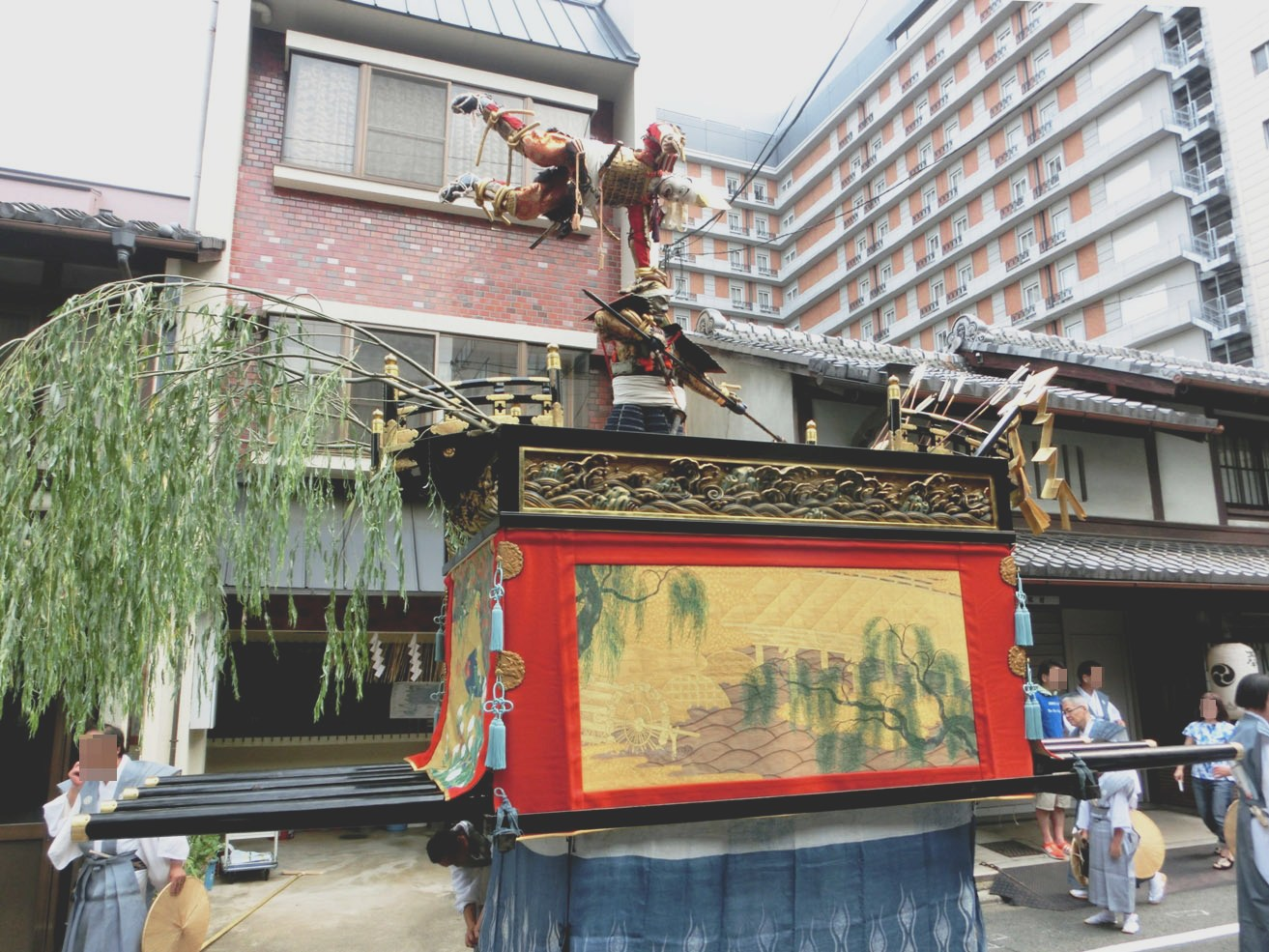
細部

浄妙山（じょうみょうやま）は、祇園祭後祭の山。中京区烏丸六角西入るに位置する。

## 概要
この山は、治承・寿永の乱の最初期に起こった橋合戦で、以仁王に従った園城寺の僧兵である筒井浄妙が平家軍に追い詰められたところ、加勢してきた一来法師が浄妙の頭上を越えて敵に向かう様子を表したものである。

## 装飾品
筒井浄妙の人形が着用する鎧の「黒韋威肩白胴丸」は室町時代に製作されたもので、現在は重要文化財に指定されている（江戸時代後期に松平定信が編纂した『集古十種』にも楠木正成所用の伝来とともに掲載されている）。